# Nishi-Takashimadaira (métro de Tokyo)
Nishi-Takashimadaira (西高島平駅, Nishi-Takashimadaira-eki) est une station du métro de Tokyo sur la ligne Mita dans l'arrondissement d'Itabashi à Tokyo. Elle est exploitée par le Bureau des Transports de la Métropole de Tokyo (Toei).

## Situation sur le réseau
La station Nishi-Takashimadaira marque le terminus de la ligne Mita.

## Histoire
La station a été inaugurée le 27 décembre 1968.

## Services aux voyageurs

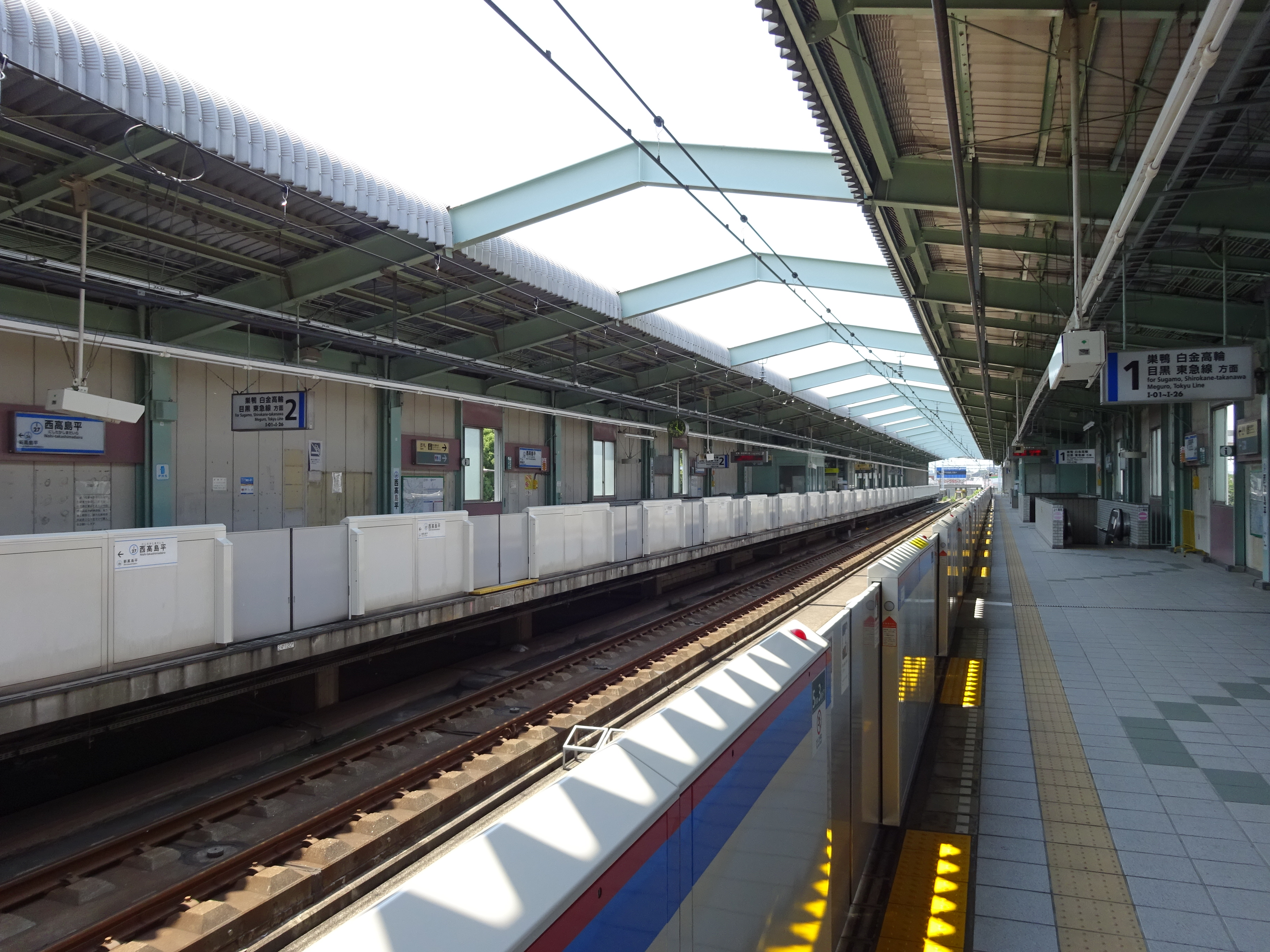
Les quais de la station

### Accès et accueil
La station est ouverte tous les jours.
En moyenne, 12 498 voyageurs ont fréquenté quotidiennement la station en 2015.

### Desserte
Ligne Mita :
- voies 1 et 2 : direction Meguro (interconnexion avec la ligne Tōkyū Meguro pour Hiyoshi)